# Eutelia distracta
Eutelia distracta là một loài bướm đêm trong họ Noctuidae.